# Maciej Adamkiewicz (przedsiębiorca)
Maciej Marian Adamkiewicz (ur. 18 października 1966 w Warszawie) – polski miliarder, przedsiębiorca farmaceutyczny, chirurg i członek rady nadzorczej firmy Adamed.

## Życiorys
Maciej Adamkiewicz studiował na Akademii Medycznej w Warszawie, gdzie zdobył specjalizację z chirurgii, następnie od 1991 roku pracował na oddziale chirurgii w Szpitalu Bielańskim w Warszawie, a później w przedsiębiorstwie swojego ojca – firmie Adamed. W 2000 roku przejął, po śmierci ojca, prowadzone przez niego przedsiębiorstwo i od tej pory kieruje jego zarządem. Jest członkiem Międzynarodowego Towarzystwa Uroginekologicznego oraz Polskiego Towarzystwa Meno- i Andropauzy. W przeszłości pełnił stanowisko prezesa Adamed.
Wraz z żoną w Serocku wybudował czterogwiazdkowy hotel „Narvil”.
Maciej i Małgorzata Adamkiewicz, w 2021 znajdowali się na 9. miejscu na liście najbogatszych Polaków według magazynu Forbes z majątkiem 4,703 mld zł, w 2023 roku ich majątek szacowany jest na 2,363 mld zł, a para zajmuje 22. miejsce na liście najbogatszych Polaków.

### Życie prywatne
Jego ojcem był Marian Adamkiewicz (założyciel firmy Adamed w 1986). Jego żoną jest Małgorzata Adamkiewicz, z którą wspólnie zasiada w radzie nadzorczej Adamed.

## Odznaczenia
- Medal im. Stanisława Binieckiego (2008)[10]
- Złoty Krzyż Zasługi (2013)[11] – za zasługi w działalności społecznej na rzecz osób potrzebujących pomocy i wsparcia[12]
- Medal 100-lecia Odzyskania Niepodległości (2019)[13]